# 亚拉奎州
亞拉奎州（西班牙語：Estado Yaracuy）是委內瑞拉西部的一個州，位於安第斯山脈和海岸山脈的交界。東北臨加勒比海、北臨法爾孔州、東臨卡拉沃沃州、西臨拉臘州、南臨科赫德斯州。面積7,100平方公里，2007年人口597,721人。首府聖費利佩。
1899年建州。下分十四個自治市。州樹是甘藍椰子。